# Simeon Woods Richardson
Simeon Woods Richardson (Sugar Land, 27 de setembro de 2000) é um jogador de beisebol estadunidense, que joga na posição de arremessador (pitcher).

## Carreira
Richardson compôs o elenco da Seleção dos Estados Unidos de Beisebol nos Jogos Olímpicos de Verão de 2020 em Tóquio, onde conquistou a medalha de prata após confronto contra a equipe japonesa na final da competição.